# ナトリウムカリウム合金

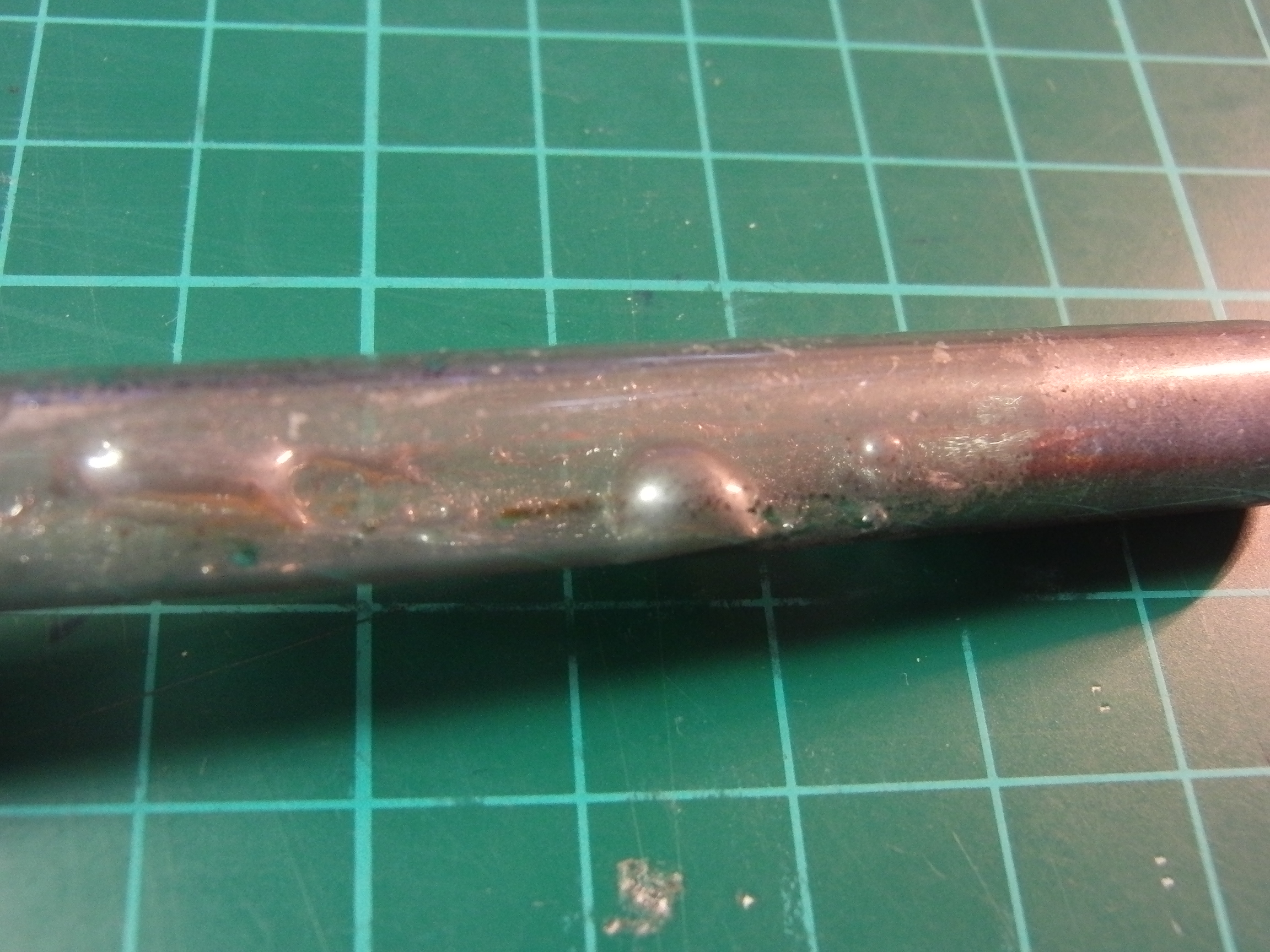
常温下でのナトリウムカリウム合金は液体となる

ナトリウムカリウム合金（ナトリウムカリウムごうきん、通称NaK、ナック）はナトリウムとカリウムの合金である。常温では水銀状の液体金属である。熱媒体などに用いられるが化学的反応性が極めて高く、空気や水との接触によって発熱・発火・炎上・爆発に到る。CAS登録番号は11135-81-2。毒劇物取締法により劇物に指定されている。カリウムの混合比が高い場合にはカリウムナトリウム合金とも呼ばれる。

## 性質

ナトリウムとカリウムの割合によるNaKの融点の変化を示すグラフ。一番左がナトリウム100%、一番右がカリウム100%である

金属ナトリウムの融点は97.72℃、金属カリウムの融点は63.65℃である。これらは混合することにより、より低融点の合金を形成する。
カリウムが40%から90%の混合比のものが一般に使用されるが、産業用としてよく用いられるのは
- ナトリウム56%-カリウム44% - 比重0.905 (20℃)、融点19℃
- ナトリウム22%-カリウム78% - 比重0.867 (20℃)、融点−11℃（−12.6℃との文献もあり）、沸点785℃

である。
ナトリウムカリウム合金の熱媒体としての優位性は、金属であるために非常に熱伝導率が高いこと、常温で液体であるためにプラントを停止しても固化しないこと・蒸気圧が極めて低いため気化して拡散しないことが挙げられる。その一方で、漏洩した場合には空気や水分と爆発的に反応して炎上を起こすことが致命的な問題である。
空気や水と反応したナトリウムカリウム合金は超酸化物・過酸化物・酸化物・水酸化物などを経て空気中の二酸化炭素と反応し炭酸塩などになるが、水酸化物までの段階ではかなり毒性が高く、腐食性も非常に強いため接触は危険である。
消火法としては、乾燥した砂・バーミキュライト・パーライトを盛って空気との接触を遮断するか、燃え尽きるのを待つ程度しか方法が無い。注水消火はもちろん不可能で、二酸化炭素を還元して燃え続けるため二酸化炭素消火も適用できない。

## 用途

### 熱媒体としての利用
高速増殖炉の熱媒体として利用された。高速増殖炉は発生する熱量が特に多く、中性子を透過させる（捕獲しづらい）必要もあるためである。ただし、ナトリウムカリウム合金は単体の金属ナトリウムや金属カリウムよりも反応性が大きく、漏洩時の危険性が高いため、現在この用途では、より危険性の低い加熱して液体とした金属ナトリウムの使用にシフトしている。一般の施設においては取り扱いが危険であり、メンテナンスが大変であることからほとんど使用されない。
原子炉の熱媒体として用いたナトリウムカリウム合金の漏洩の事故例においては、配管の腐食事故の例がある。

ナトリウムカリウム合金と性質が類似するナトリウム漏洩事故については、冷却材#冷却材に関する事故例に指摘がある。
ソ連のRORSAT海洋偵察衛星は電源としてプルトニウム電池を使用していたが、この冷媒としてナトリウムカリウム合金が用いられていた。なお、この衛星から漏洩した合金の一部は高度800–1000kmの大気圏外におけるスペースデブリとなっている。

### 化学合成における利用
有機合成における反応試薬として使用される。アシロイン縮合に用いられ、イブプロフェンの合成にも用いられた。分子内のハロゲン元素を強力に還元するため、ポリ塩化ビフェニル など有機塩素化合物の処理への活用も研究されている。
ナトリウムカリウム合金は水に対して鋭敏に反応するため、エーテル類など有機溶媒などの脱水に用いられる。この用途では金属ナトリウムのワイヤーなどを用いることが多いが、この場合は表面が酸化されるなどして活性が落ちてしまうことがある。ナトリウムカリウム合金を用いた場合には溶媒との接触部が撹拌するだけで更新され、高い脱水効果を得ることができる。ただし、対象とする溶媒の脱水の程度が低い場合などは反応による発火などが発生するため危険である。